# Obernfeld
Obernfeld là một đô thị thuộc the huyện Göttingen, trong bang Niedersachsen, Đức. Đô thị này có diện tích 10,72 km². Đô thị này thuộc Eichsfeld.